# Limnephilus marmoratus
Limnpehilus marmoratus – chruścik z rodziny Limnephilidae. Larwy budują baryłkowate domki z fragmentów detrytusu i roślin wodnych (podobne domki budują także Limnephilus flavicornis, Limnephilus politus, Limnephilus rhombicus). Larwy Limnephilus marmoratus najłatwiej pomylić z larwami Limnephilus flavicornis, gdyż różnice są niewielkie i trudno zauważalne. Imagines są łatwe do rozróżnienia po narządach kopulacyjnych.
Limnephilus marmoratus jest limnebiontem preferującym jeziora torfowiskowe i dystroficzne, spotykanym także w jeziorach lobeliowych. Zasiedla strefę helofitów i elodeidów. Larwy spotykane w najpłytszym litoralu, szuwarach, napływkach, oczeretach, izoetidach, elodeidach oraz na dnie z grubym detrytusem. Gatunek eurosyberyjski (nie występuje w południowo-wschodniej Europie, Arktyce i Islandii), w Polsce pospolity na niżu. Gatunek acidotolerancyjny, zasiedla strefę helofitów i brzegi zadrzewione. Larwy spotykane w jeziorach, strefie rhitralu, zarosłych odcinkach rzek oraz wodach słonawych.
Na Poj. Pomorskim larwy złowione w jez. Dołgie Wielkie oraz trzech jeziorach lobeliowych, najliczniej w oczeretach, mniej licznie na dnie piaszczystym, dnie kamienistym i szuwarach turzycowych. Na Poj. Mazurskim imagines spotykane nad jez. Narckim, Oświn oraz Mikołajskim. Larwy licznie łowione w jeziorach torfowiskowych, rzadziej w innych typach. Larwy występowały przeważnie wśród trzcin, w mannie i turzycach, czasami wśród osoki (litoral zanikający) i napływkach. Wydaje się, że larwy są związane z brzegiem zadrzewionym oraz grubym detrytusem. Gatunek obecny także w jeziorach Poj. Wielkopolskiego.
W Finlandii stosunkowo pospolity w jeziorach, stawach, zbiornikach okresowych i zalewach morskich. Stosunkowo pospolity w jeziorach różnej trofii Łotwy i Litwy. Obecność potwierdzana w jeziorach niemieckich, Wielkiej Brytanii.